# مارک کلاینشمیت
مارک کلاینشمیت (آلمانی: Mark Kleinschmidt; ۲۸ مهٔ ۱۹۷۴) قایقران روئینگ اهل آلمان بود.
وی در مسابقات کشوری و بین‌المللی در مجموع برندهٔ ۱ مدال نقره، ۱ مدال برنز شده‌است.